# Wahl zur Nationalversammlung der Republik China (Taiwan) 2005
Die Wahl zur Nationalversammlung der Republik China 2005 fand am 14. Mai 2005 statt. Es war die insgesamt vierte und zugleich letzte Wahl einer Nationalversammlung in der Republik China.

## Vorgeschichte

### Abnehmende Rolle der Nationalversammlung
Nach der Verfassung der Republik China aus dem Jahr 1946 war die Nationalversammlung für Verfassungsänderungen und für die Wahl des Staatspräsidenten zuständig, während die normale Gesetzgebung dem Legislativ-Yuan oblag. Nach der Demokratisierung der politischen Verhältnisse in Taiwan Ende der 1980er und Anfang der 1990er Jahre wurden Stimmen laut, die die Abschaffung der Nationalversammlung forderten. Insbesondere die Demokratische Fortschrittspartei (DPP), die in der Nationalversammlung auch ein langjähriges willfähriges Instrument aus den Zeiten der Kuomintang-Alleinherrschaft und ein Relikt der früheren Ein-China-Politik sah, sprach sich dafür aus, die Befugnis für Verfassungsänderungen ganz auf den Legislativ-Yuan zu übertragen. Im Jahr 1994 verlor die Nationalversammlung mit der Einführung der Direktwahl des Präsidenten ihr Recht der Präsidentenwahl. 
Die Aufmerksamkeit der taiwanischen Öffentlichkeit konzentrierte sich mehr und mehr auf den Legislativ-Yuan, wo die eigentlichen tagespolitischen Auseinandersetzungen stattfanden und die Nationalversammlung kam nur bei den gelegentlich erfolgenden Verfassungsänderungen ins Blickfeld. Bei den Verfassungsänderungen war die Nationalversammlung zunehmend nur ein ausführendes Organ, während die eigentlichen Debatten um den Inhalt der Verfassungsänderung schon im Vorfeld im Legislativ-Yuan und in der Öffentlichkeit stattgefunden hatten. 
Die vorangegangene Wahl der Nationalversammlung erfolgte am 23. März 1996. Diese dritte Nationalversammlung verabschiedete im April 2000 Zusätze zu mehreren Artikeln der Verfassung, die am 24. April 2000 mit der Unterschrift von Präsident Lee Teng-hui Gesetzeskraft erlangten. Diese bestimmten, dass die künftige vierte Nationalversammlung aus 300 nach Verhältniswahlrecht gewählten Delegierten bestehen sollte. Das Ende der Legislaturperiode der dritten Nationalversammlung wurde auf den 19. Mai 2000 festgesetzt. Eine neue Nationalversammlung sollte nur „nach Bedarf“ ad hoc gewählt werden, und zwar dann, wenn der Legislativ-Yuan eine Gesetzesvorlage für eine Verfassungsänderung unterbreitete. Damit war die Nationalversammlung zu einem reinen Ausführungsorgan des Legislativ-Yuans geworden und so war es nicht erstaunlich, dass sich die Stimmen mehrten, die ihre vollständige Abschaffung forderten, so dass der Legislativ-Yuan Verfassungsänderungen gleich direkt beschließen könnte. Insbesondere der seit dem Jahr 2000 amtierende Präsident Chen Shui-bian (DPP) machte sich hierfür stark.

### Legislativ-Yuan-Vorschlag einer Verfassungsänderung
Im Legislativ-Yuan wurde am 23. August 2004 ein Entwurf einer Verfassungsänderung verabschiedet und am 26. August 2004 verkündet, der die Übertragung sämtlicher Kompetenzen, die die Nationalversammlung bisher noch gehabt hatte – Abstimmung über Verfassungsänderungen und über Amtsenthebungsverfahren gegen den Präsidenten, sowie Zustimmung zur Änderung des Staatsgebiets – auf den Legislativ-Yuan vorsah. Dies bedeutete de facto die Abschaffung der Nationalversammlung, da es damit keinen Anlass mehr gab, sie einzuberufen. Die Änderung war Teil einer größeren Verfassungsänderung, bei der u. a. das Wahlrecht zum Legislativ-Yuan von der bisherigen Nicht übertragbare Einzelstimmgebung (SNTV) auf ein Grabenwahlsystem geändert und zugleich die Zahl der Abgeordneten des Legislativ-Yuans von 225 auf 113 reduziert wurde. Der Gesetzesentwurf wurde mit den Stimmen der Kuomintang, Qinmindang und DPP verabschiedet. Dagegen stimmten die kleineren Parteien TSU und NPSU, die sich durch das neue Wahlrecht benachteiligt sahen.
Gemäß den Verfassungsbestimmungen musste anschließend eine neue ad hoc-Nationalversammlung gewählt werden um die vorgeschlagenen Verfassungsänderungen in Kraft zu setzen.

## Wahl und Wahlergebnis

Zusammensetzung der gewählten Nationalversammlung:

Die Wahl der neuen Nationalversammlung erfolgte am 14. Mai 2005 nach Verhältniswahlrecht. Die Wahl war durch ein massives Desinteresse der Wählerschaft gekennzeichnet und die Wahlbeteiligung lag bei einem Rekordtief von nur 23,4 Prozent. Das Desinteresse der Wähler wurde vor allem darauf zurückgeführt, dass die Wähler wenig Interesse an relativ abstrakten Wahlrechtsfragen hatten oder die vorgeschlagenen Änderungen nicht verstanden hatten. Aufgrund der geringen Wahlbeteiligung und da es keine Sperrklausel gab reichten schon relativ geringe Wählerzahlen aus, um eines der 300 Mandate zu gewinnen, so dass mehrere Kleinstparteien, die ihre Wähler hatten mobilisieren können, in die Nationalversammlung einzogen.
| Partei | Partei                                                          | Stimmen   | Stimmen | Sitze |
| Partei | Partei                                                          | Zahl      | %       | Sitze |
| ------ | --------------------------------------------------------------- | --------- | ------- | ----- |
|        | Demokratische Fortschrittspartei (DPP)                          | 1.647.791 | 42,52 % | 127   |
|        | Kuomintang (KMT)                                                | 1.508.384 | 38,92 % | 117   |
|        | Taiwanische Solidaritätsunion (TSU)                             | 273.147   | 7,05 %  | 21    |
|        | Qinmindang                                                      | 236.716   | 6,11 %  | 18    |
|        | 150-Personen-Vereinigung von Jhang Ya Jhong (張亞中等150人聯盟) | 65.081    | 1,68 %  | 5     |
|        | Chinesische Volkspartei (中國民眾黨)                            | 41.940    | 1,08 %  | 3     |
|        | Xindang                                                         | 34.253    | 0,88 %  | 3     |
|        | Unparteiische Solidaritätsunion (NPSU)                          | 25.162    | 0,65 %  | 2     |
|        | Bauernpartei (農民黨)                                           | 15.516    | 0,40 %  | 1     |
|        | Taiwan-Unabhängigkeitspartei (TAIP)                             | 11.500    | 0,30 %  | 1     |
|        | Bürgerpartei (公民黨)                                           | 8609      | 0,22 %  | 1     |
|        | 20-Personen-Union von Wang Ting Sing (王廷興等20人聯盟)         | 7499      | 0,19 %  | 1     |

Am 7. Juni 2005 wurde die vorgeschlagene Verfassungsänderung mit 249 gegen 48 Stimmen mit der erforderlichen Dreiviertelmehrheit von der Nationalversammlung gebilligt. Dafür stimmten Kuomintang und DPP, dagegen die kleinen Parteien TSU, NPSU und Xindang, zu denen sich nach ihren Stimmenverlusten bei der Wahl des Legislativ-Yuans im Dezember 2004 auch die Qinmindang hinzugesellt hatte. Zwei Abgeordnete enthielten sich und eine Stimme war ungültig. Die Verfassungsänderung trat mit der Unterschrift von Präsident Chen Shui-bian am 10. Juni 2005 in Kraft.